# Winter Love
Winter Love – dwudziesty drugi japoński singel BoA Kwon. W Japonii sprzedano 99078 kopii.

## Lista utworów
CD

Wersja pierwsza:
1. "Winter Love"
2. "Candle Lights"
3. "LAST CHRISTMAS" (Bonus)
4. "Winter Love" (TV MIX)
5. "Candle Lights" (TV MIX)

Wersja druga:
1. "Winter Love"
2. "Candle Lights"
3. "Winter Love" (TV MIX)
4. "Candle Lights" (TV MIX)

DVD
1. "Winter Love"